# Roger Désormière
Roger Désormière (Vichy (Allier), 13 de septiembre de 1898 - París, 25 de octubre de 1963) fue un director de orquesta y compositor francés. Es conocido por haber dirigido los Ballets Suecos y los Ballets Rusos y por haber sido uno de los primeros en grabar, y quizás el mejor, en 1941 la ópera de Debussy Pélleas et Mélisande.

## Biografía
Ingresó en el Conservatorio de París, realizando los cursos de flauta con Philippe Gaubert, de armonía con Xavier Leroux, de orquesta con Vincent d'Indy y de contrapunto y fuga con Charles Koechlin. Formó con Henri Sauguet, Maxime Jacob y Henri Cliquet-Pleyel, el grupo conocido como École d'Arcueil. En 1922 obtuvo el Premio Blumenthal.
Fue director musical de los Ballets Suecos (1924-1925) y luego de los Ballets Rusos de Diaghilev (1925-1929). Con ellos estrenó en 1924, Mercure de Erik Satie; en 1925, Barabau, de Vittorio Rieti, La Pastorale de Georges Auric y Jack in the Box, de Satie; en 1927, Pas d'acier de Serguéi Prokófiev, y Ode, de Nicolas Nabokov; finalmente, en 1929, Le fils prodigue de Prokófiev.
A partir de 1932, se interesó por la música de películas, y fue director de música de la firma Pathé-Nathan. Dirigió en el Teatro de La Scala de Milán, en el Covent Garden de Londres, en la Opéra-Comique de Monte Carlo (1937-1946), en la Opéra de París (1945) y en la BBC de Londres (1946-1947). De 1947 a 1951 dirigió la Orquesta Nacional de Francia.
Compuso música de escena, una opereta y muchas bandas sonoras de películas, como La Règle du jeu, Arlette et l'amour, L'Homme du jour... También fue también un reconocido flautista. 
Fundó, con Serge Nigg, Louis Durey y Elsa Barraine, la «Association française des musiciens progressistes». Mientras conducía en Roma en 1950, sufrió una parálisis que puso fin a todas sus actividades musicales, padeciendo afasia el resto de su vida. Moriría en 1963 a consecuencia de un cáncer de pulmón.
Ardiente defensor de la música contemporánea francesa (Messiaen, Satie, Boulez, Dutilleux, y Duruflé), también supo resucitar algunas obras maestras olvidadas del pasado, editando y dirigiendo obras de Rameau, Couperin, y Delalande.
Henri Sauguet diría de él: 

«Usted ha sido el guía, la revelación, el sostén, el animador, el propagador, el apóstol que ha hecho brillar la vida presente de nuestro arte».
Henri Sauguet

Roger Désormière se casó con Colette Steinlen, hija del dibujante y pintor Théophile-Alexandre Steinlen.